# Qilian, Haibei
Qilian är ett härad i den autonoma prefekturen Haibei i Qinghai-provinsen i västra Kina. Häradet har fått sitt namn från Qilianbergen, som är belägna i häradet. 